# Asz-Szafi’i
Asz-Szafi’i (pełne imię: Abu Abd Allah Muhammad Ibn Idris Asz-Szafi’i), ar. الامام ابو عبد الله بن ادريس الشافعي المطلبي (ur. 767 w Gazie, zm. 20 stycznia 820 w Al-Fustat) – tradycyjnie uważany za założyciela jednego z mazhabów sunnickich, szafi’itów, twórca wiedzy o źródłach poznania prawa muzułmańskiego (arab. usul al-fikh اصول الفقه), przez część badaczy zachodnich (np. J. Schacht) uważany za prekursora idei sunny Proroka (as-sunna an-nabawijja السنة النبوية), tradycyjnie uważany za autora traktatów „Kitab al-Umm” كتاب الامi „Kitab ar-Risala” كتاب الرسالة.

## Źródła do biografii Asz-Szafi’iego
Najstarsze źródła do biografii Asz-Szafi’iego zachowały się we fragmentach cytowanych w innych dziełach. Chodzi tu przede wszystkim o biografie Dawuda az-Zahiri (zm. 884), ucznia Asz-Szafi’iego, oraz Zakarijji Ibn Jahja as-Sadżiego (zm. 920). Zachowane w całości źródła dzieli od śmierci Asz-Szafi’iego znaczny przedział czasu. Poza tym ich autorzy są niemal bez wyjątku szafi’itami, co może nasuwać podejrzenie o apologetyczny charakter. Do tych źródeł należą dzieło monograficzne „Kitab adab asz-Szafi’i wa manakibu-hu” كتاب آ داب الشافعي ومناقبه Ibn Abi Hatima ar-Raziego (zm. 938), oraz opracowania encyklopedyczne, w których znalazła się nota biograficzna Asz-Szafi’iego, w kolejności ich powstawania: „Kitab al-fihrist” كتاب الفهريست Ibn an-Nadima (zm. 995), „Tarich Baghdad” تاريخ بغداد Al-Chatiba al-Baghdadi (zm. 1071), „Mudżam al-udaba” معجم الادباء Jakuta al-Hamawi (zm. 1229), „Wafajat al-ajan” وفيات الاعيان في انباء الزمان Ibn Challikana (zm. 1282), „Tabakat asz-szafi’ijja al-kubra” طبقات الشافعية الكبرى Tadż ad-Din As-Subkiego (zm. 1395). Na uwagę zasługuje fakt, że im późniejsze jest dzieło, tym więcej w nim szczegółów biograficznych, anegdot, wypowiedzi. Np. relacja o tym, jakoby Asz-Szafi’i był urzędnikiem państwowym w Jemenie, wdał się w spisek zajdytów i wraz z aresztowanymi buntownikami trafił przed oblicze kalifa, pojawia się dopiero u Jakuta al-Hamawiego, w dziele z początku XIII w., podczas gdy Asz-Szafi’i zmarł na początku IX w. i wcześniejsze źródła nie podają epizodu jemeńskiego.

## Biografia Asz-Szafi’iego

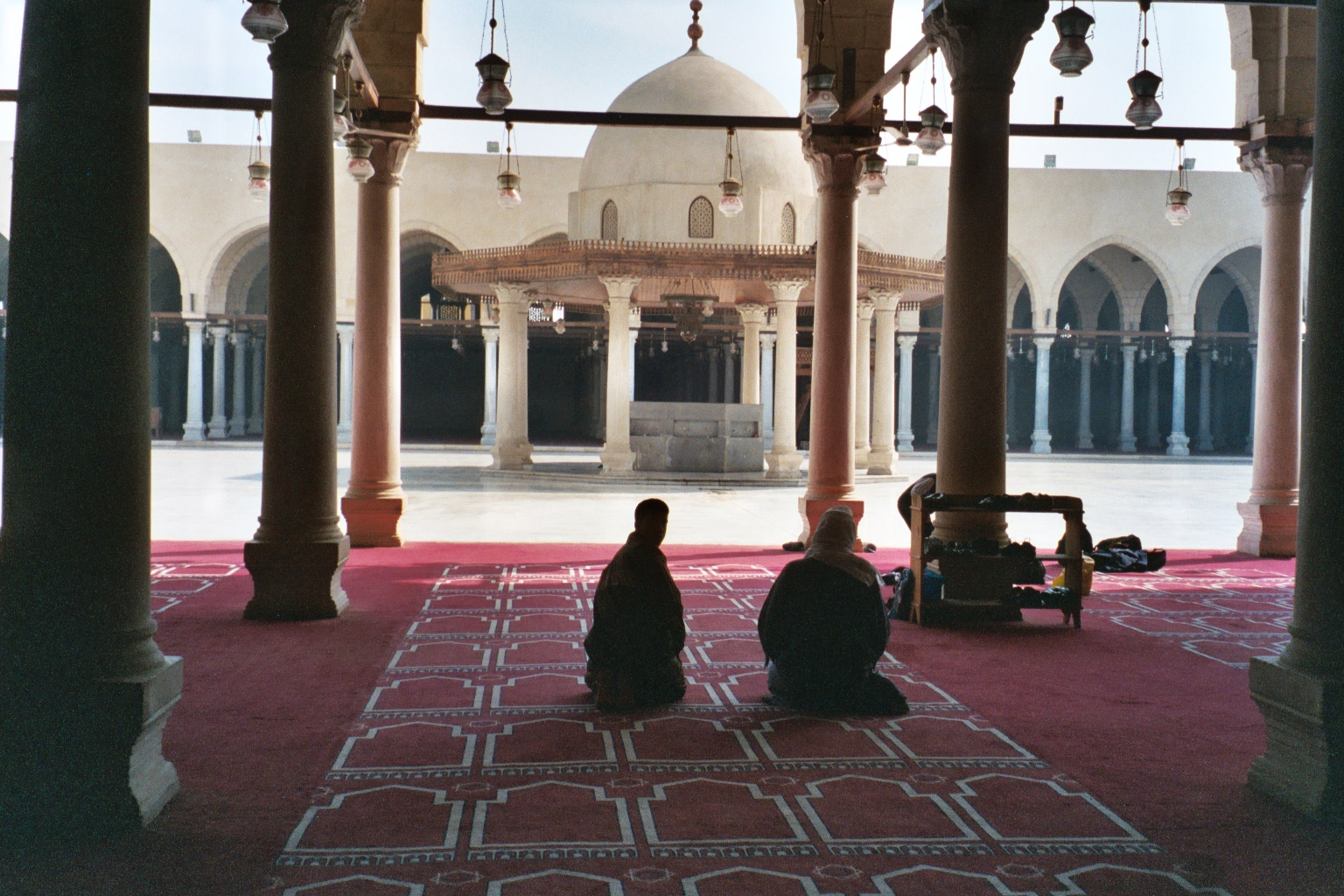
Meczet Amra Ibn al-Asa w Al-Fustat (ob. dzielnica Kairu)

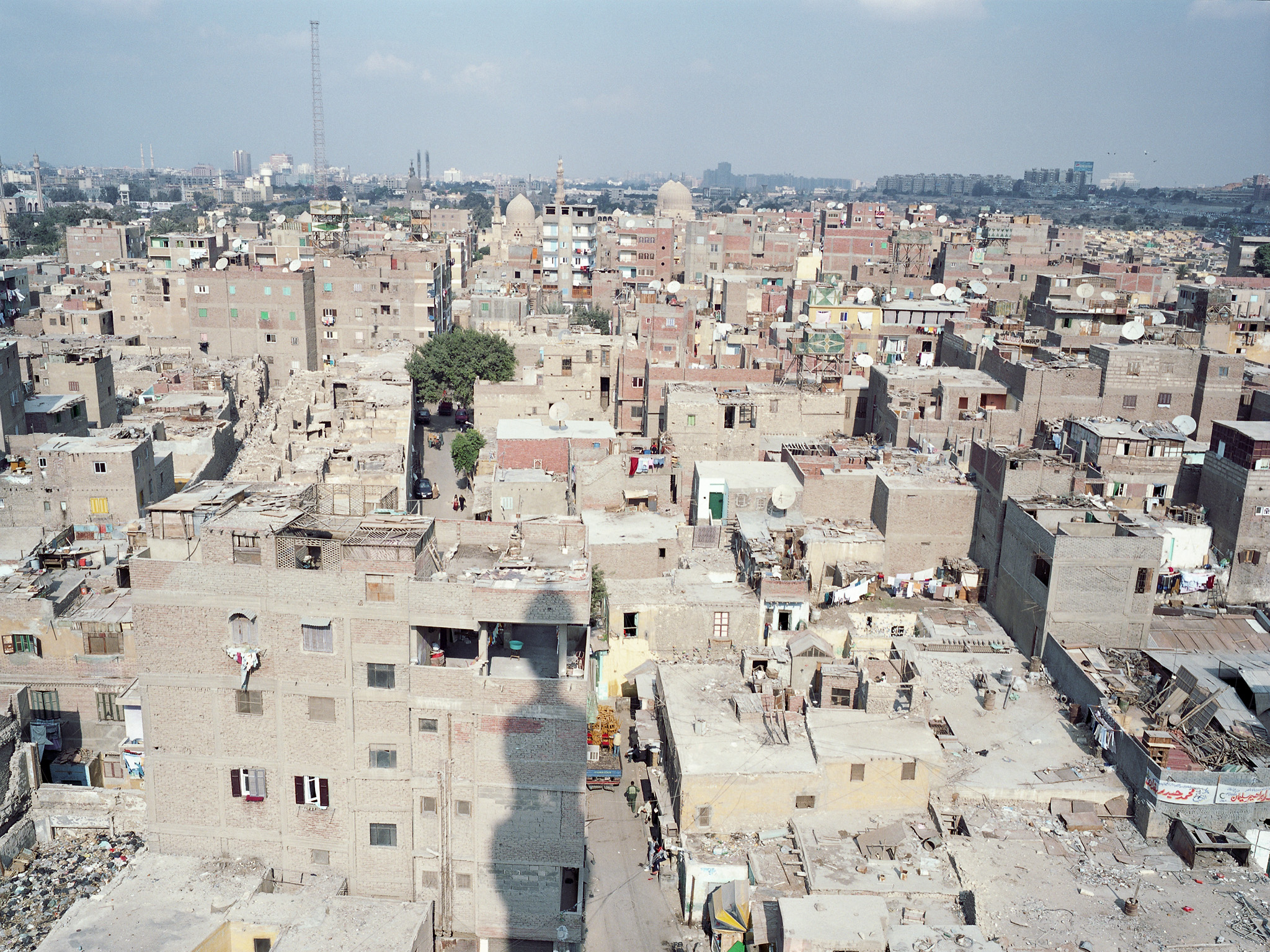
Widok na tzw. miasto umarłych (Al-Karafa) z meczetu Ka’itbaja w Kairze

Asz-Szafi’i urodził się w 767, najprawdopodobniej w Gazie w południowej Palestynie, z ojca Idrisa, Kurajszyty z Banu Haszim oraz nieznanej z imienia matki, z plemienia jemeńskiego Al-Azd. Prawdopodobnie osierocony wcześnie przez ojca, udaje się wraz z matką do swoich krewnych po mieczu, z Banu Haszim, do Mekki. Nauczył się na pamięć całego Koranu w wieku lat 7, zaś traktatu prawniczego Malika Ibn Anasa (zm. 796) „Al-Muwatta” w wieku lat 10. Czystej arabszczyzny miał się uczyć u beduinów z plemienia Huzajl, którym towarzyszył w ich peregrynacjach. U Malika Ibn Anasa w Medynie studiował prawoznawstwo aż do śmierci mistrza. W Iraku skonfrontował swoje poglądy z Muhammadem Ibn al-Hasanem Asz-Szajbanim, najwybitniejszym jurystą na dworze kalifa Haruna ar-Raszida. W Hidżazie i Iraku zetknął się z wieloma zbieraczami tradycji (ahl al-hadis), od których zaczerpnął szacunek do hadisów pochodzących od proroka Mahometa. Wreszcie opuścił Irak, prawdopodobnie po objęciu władzy przez kalifa Al-Mamuna (813-833), w obawie przed prześladowaniami, jakie spadną ze strony mutazylitów na obrońców sunny Proroka, do których sam należał. Źródła jednak na ten temat milczą. W Egipcie zamieszkał w stołecznym Al-Fustat i zaczął nauczać w meczecie Amra Ibn al-Asa. Zmarł wskutek pobicia przez zwolenników wrogiej szkoły prawnej, zwanej „medyneńczykami” 20 stycznia 820. Został pochowany na cmentarzu Al-Karafa. Na miejscu jego grobu Al-Malik al-Kamil, sułtan Egiptu (1218-1238) z dynastii Ajjubidów, wystawił mauzoleum, które zachowało się od naszych czasów. Grobowiec Asz-Szafi’iego jest miejscem swego rodzaju „ludowego” (nie ortodoksyjnego) kultu: wierni zostawiają tu karteczki „do imama” ze swoimi prośbami, a alimowie, muzułmańscy uczeni, dokonują al-kansa, czyli po prostu wymiatają kurz z grobowca słynnego imama.

## Twórca nauki o źródłach poznania prawa (usul al-fikh)
Asz-Szafi’i jest tradycyjnie uznawany za twórcę wiedzy po arabsku określanej jako ilm usul al-fikh علم اصول الفقه, którą w literaturze przedmiotu tłumaczy się na języki obce niekiedy jako wiedza o źródłach prawa. Należy jednak rozróżnić „źródła prawa” od „źródeł poznania prawa”. Ilm al-fikh oznacza prawoznawstwo, czyli jurysprudencję, a zatem usul al-fikh to źródła poznania prawa, a nie źródła prawa. Tradycyjnie wyliczane źródła prawa: Koran, sunna (hadisy proroka Mahometa), idżma (konsensus uczonych czy też wspólnoty wiernych) i kijas (analogia) są faktycznie źródłami poznania prawa, zaś źródłem prawa muzułmańskiego sensu stricto jest Bóg. Co za tym idzie Koran, jako Słowo Boże, jest w koncepcji muzułmańskiej a priori wyczerpującym źródłem wiedzy prawniczej. W założeniach żaden przepis nie jest ważny, jeśli nie można go wyprowadzić z Koranu. W praktyce dotyczy to również tzw. „kanonicznych” zbiorów hadisów Proroka (np. Al-Buchariego, Muslima). Pozostałe usul al-fikh służą jedynie do wykładni prawa. Prawo islamu reprezentuje rzadki przypadek „prawa jurystów”. Zostało bowiem stworzone i rozwinięte jako system przez prywatnych specjalistów i to nauka prawa, a nie ustawa odgrywała rolę prawodawcy.

## Teoria Schachta na temat sunny Proroka
J. Schacht badając pewne krótsze traktaty prawnicze autorstwa Asz-Szafi’iego, zamieszczone w tomie VII „Kitab al-umm” natknął się na „wczesną koncepcję sunny” (arab. sunnat al-awwalin سنة الاولين), która dawała pierwszeństwo innym autorytetom niż prorok Mahomet, np. pierwszym kalifom (al-chulafa ar-raszidun الخلفاء الراشدون). Wystąpił on ze śmiałą tezą, iż w świetle dostępnych dziś źródeł nie da się udowodnić metodami naukowymi, że hadisy Mahometa pochodzą faktycznie z czasów twórcy islamu. Zachowane do dziś „kanoniczne” zbiory hadisów Mahometa zostały spisane przez Al-Buchariego (810-870), Muslima Ibn al-Hadżdżadża (zm. 875), As-Sidżistaniego (zm. 888), at-Tirmiziego (zm. ok. 892), Ibn Madżę (zm. 886) i An-Nasa’iego (zm. 915), czyli w przeszło 200 lat po śmierci Mahometa. System isnadów, którym muzułmańscy uczeni podpierają autentyczność hadisów, jest według zachodnich kryteriów naukowych zawodny, gdyż można go po prostu sfabrykować. Na podstawie badań wspomnianych traktatów Asz-Szafi’iego w „Kitab al-umm”, Schacht sformułował tezę, że ich autor zapożyczył ideę sunny Proroka (arab. as-sunna an-nabawija) od współczesnych sobie zbieraczy hadisów (arab. ahl al-hadis, al-muhaddisun). Dawała ona bezwzględne pierwszeństwo hadisom pochodzącym od proroka Mahometa, tzn. mówiąc z grubsza tym, których isnady zaczynały się od Mahometa lub których treść wiązała się z osobą Proroka, dopiero potem dopuszczając hadisy innych autorytetów. Wynika stąd, że na początku muzułmanie powoływali się w wykładni prawa na hadisy innych autorytetów.

## Powstanie mazhabów sunnickich
W świetle krytycznych badań J. Schachta do ukonstytuowania się mazhabów sunnickich szafi’itów, hanafitów, malikitów i hanbalitów) nie doszło za życia ich eponimów, ale dopiero po przejściu z etapu ustnego przekazywania tradycji prawniczej danego jurysty do jej kodyfikacji (np. „Ar-Risala” Asz-Szafi’iego, „Al-Muwatta” Malika Ibn Anasa). Odrzucając tradycyjnie podawane daty powstania tych traktatów, a biorąc pod uwagę daty najstarszych zachowanych rękopisów tych dzieł, należy przyjąć, że zostały one spisane dopiero przez uczniów tych jurystów. Np. „Kitab ar-Risala”, w świetle badań paleograficznych jej najstarszego zachowanego rękopisu, tradycyjnie przypisywana uczniowi Asz-Szafi’iego, Ar-Rabi’emu (zm. 883), powstała 100 lat po śmierci tego ostatniego. Ponadto trzeba wziąć pod uwagę datę kodyfikacji 6 „kanonicznych” zbiorów hadisów. Zapewne mniej więcej w tym czasie doszło do ogłoszenia przez autorytety sunnickie zamknięcia bram „idżtihadu” الاجتهاد, czyli twórczej wykładni prawa i przejścia w fazę „taklid” التقليد, czyli naśladownictwa autorytetów. Przejściu z fazy „idżtihad” w fazę „taklid” sprzyjała kodyfikacja hadisów oraz redakcja doktryn prawoznawczych poszczególnych mazhabów. Skoro zostały spisane wszystkie hadisy Proroka, oraz wszystkie wykładnie autorytetów przy użyciu idżmy i kijasu, zakazany został idżtihad (czyli samodzielne myślenie, bez powoływania się na autorytety), to jak miano tworzyć nowe przepisy prawne? Tym samym orzecznictwo w prawie muzułmańskim straciło elastyczność i z czasem stało się nieżyciowe.

## Obrońca arabskiego pierwiastka w kulturze islamu
Biografowie Asz-Szafi’iego podkreślają jego czysto arabskie pochodzenie po mieczu i kądzieli. Przez ojca był Haszymitą, spokrewnionym z samym Prorokiem, oraz z rodem Alidów i dynastią Abbasydów, zaś przez matkę z jemeńskimi Azdytami. Podkreśla się, że Asz-Szafi’i spędzał długi czas (nawet „dwadzieścia lat”, „siedemnaście lat”) na uczeniu się języka arabskiego, poezji przedmuzułmańskiej i tradycji plemiennych u Huzajlitów. Poezja Huzajlitów za Al-Chatiba al-Baghdadiego, który jako pierwszy podaje tę informację, została odkryta na nowo przez filologów i koneserów i uchodziła za wzorzec poprawnej i wykwintnej arabszczyzny. Teolog aszarycki, Al-Bajhaki (zm. 1065) twierdzi, że lekcje u Asz-Szafi’iego miał pobierać sam Al-Asma’i (zm. 828), wytrawny znawca poezji przedmuzułmańskiej, autor antologii poezji staroarabskiej, „Al-Asmaijjat”, i że właśnie Asz-Szafi’i miał go nauczyć pieśni Huzajlitów i poezji Asz-Szanfary. Ze studiów językoznawczych miało się wziąć wielkie zamiłowanie autora „Ar-Risali” do tworzenia poezji oraz wyśmienita znajomość arabskiego, która znalazła wyraz również w jego doktrynie prawniczej, mianowicie w teorii bajan al-kuran, czyli wykładni przepisów koranicznych metodą filologiczną. Dobry jurysta musi być zatem również wytrawnym językoznawcą.